# Ernst Gronow

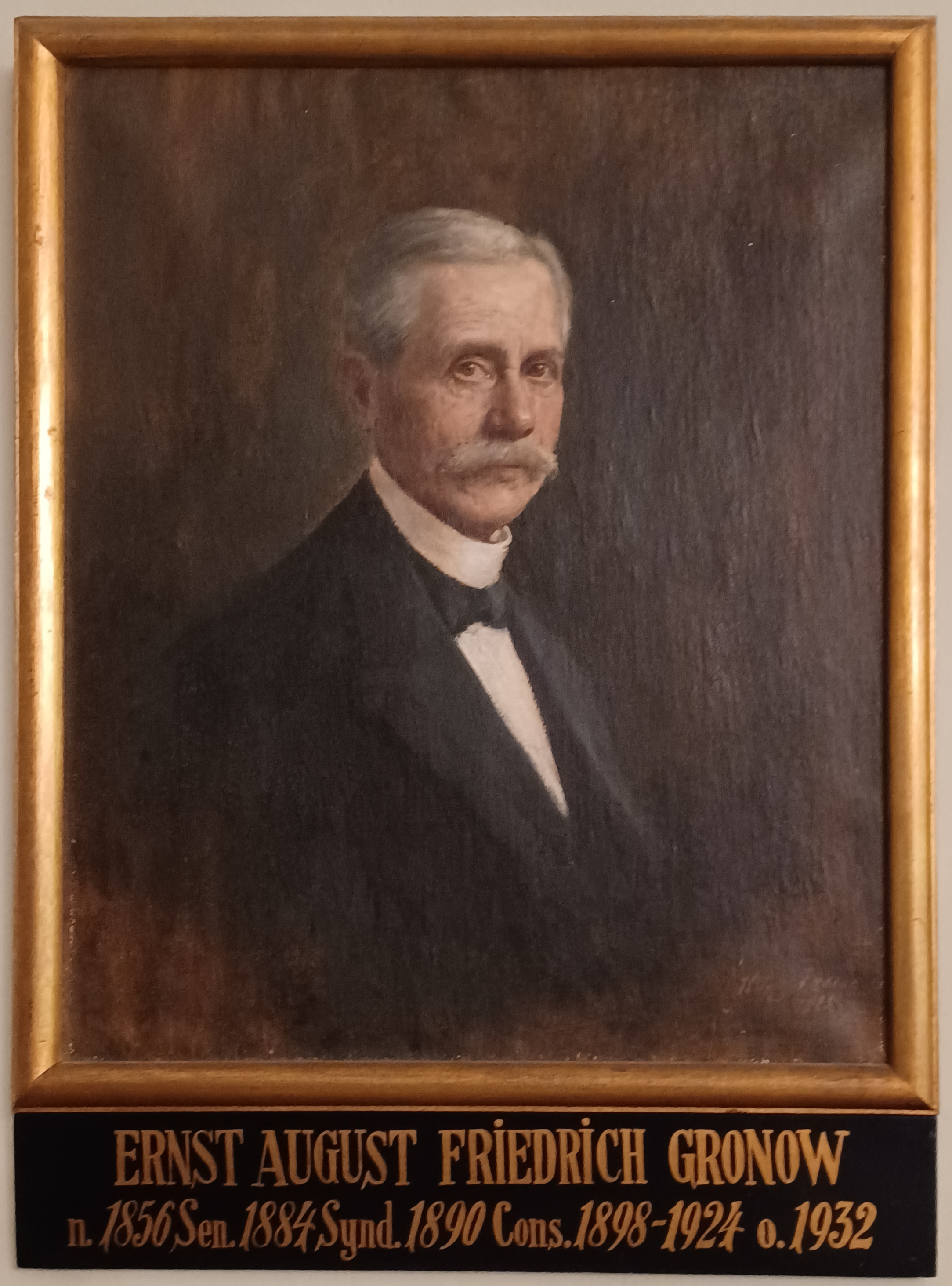
Ernst (August Friedrich) Gronow

Ernst August Friedrich Gronow (* 20. Januar 1856 in Greifswald; † 18. Oktober 1932 in Stralsund) war ein deutscher Kommunalpolitiker und Oberbürgermeister von Stralsund.

## Leben
Ernst Gronow wurde als Sohn eines Kaufmanns und Seidenhändlers in Greifswald geboren. Er studierte nach dem Gymnasium Rechtswissenschaften in Leipzig, Heidelberg, Berlin und Greifswald. Ab 1878 erhielt er seine praktische Ausbildung an Gerichten in Barth, Stralsund, Greifswald und Frankfurt am Main. Nach einem Jahr als Referendar wurde er zum Assessor ernannt. Er bewarb sich ein Jahr später um den Posten eines Ratsherrn in Stralsund. Am 3. Juli 1884 wurde er in das Amt, das auf Lebzeiten besetzt wurde, eingeführt. 1890 wurde er zum Syndikus der Stadt ernannt. Wegen gesundheitlicher Probleme verbrachte er 1895 zwei Monate in Italien. Nach dem Tod Carl Friedrich Tamms’ am 30. Januar 1898 bewarb sich Gronow um das Amt des Ersten Bürgermeisters und wurde im selben Jahr in das Amt eingeführt. Am 27. Mai 1909 wurde Gronow in Anerkennung seiner Leistungen und anlässlich seines 25-jährigen Dienstjubiläums der Titel „Oberbürgermeister“ verliehen. Während der Novemberrevolution wurde Gronow vom Arbeiter- und Soldatenrat inhaftiert, was ihn persönlich sehr traf.
1923 wurde Gronow vorgeworfen, sich als Provisoratsmitglied von St. Annen und Brigitten persönlich bereichert zu haben. Bei der sogenannten „Mehlaffäre“ sollen sich Mitglieder der Klosterleitung durch den Weiterverkauf von billig erworbenem Mehl bereichert haben. Die Stralsunder Bürgerschaft forderte auch Gronows Rücktritt vom Provisorat und die Einleitung eines Disziplinarverfahrens gegen ihn. Wie die Affäre ausging, ist nicht überliefert. Gronow trat 1924 in den Ruhestand. Am 6. Dezember 1924 wurde er zum Stralsunder Ehrenbürger ernannt.
Ernst Gronow starb nach einer schweren Krankheit. Er wurde auf dem Knieperfriedhof St. Jürgen mit höchsten Ehren beigesetzt.
Unter Gronows Ägide entstanden die Feuerwehr (1910), die Hansa-Schule (1913) und das Stadttheater Stralsund. Er ließ den Stadtwald aufforsten und die Sundpromenade errichten. Gronow war Aufsichtsratsvorsitzender der Eisenbahn-Gesellschaft Stralsund-Tribsees. Er gehörte ab 1899 auf Präsentation der Stadt Stralsund dem Preußischen Herrenhaus an. Ferner war er Mitglied des Provinziallandtags der Provinz Pommern.